# Medicago tenoreana
Medicago tenoreana är en ärtväxtart som beskrevs av Nicolas Charles Seringe. Medicago tenoreana ingår i släktet luserner, och familjen ärtväxter. IUCN kategoriserar arten globalt som livskraftig. Inga underarter finns listade i Catalogue of Life.

## Bildgalleri

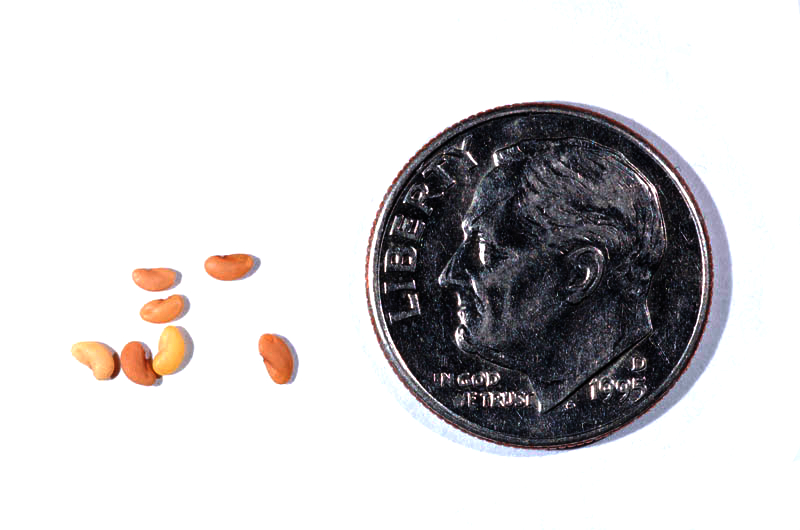